# Conference League South 2004-2005
La Conference League South 2004-2005 è stata la 1ª edizione della seconda serie della Conference League. Rappresenta, insiema alla Conference League North, il sesto livello del calcio inglese ed il secondo del sistema "non-league". 

## Squadre partecipanti
| Squadra                | Città                                 | Stagione precedente                                      |
| ---------------------- | ------------------------------------- | -------------------------------------------------------- |
| Basingstoke Town       | Basingstoke                           | 14º posto in Isthmian League Premier Division, ammesso   |
| Bishop's Stortford     | Bishop's Stortford                    | 11º posto in Isthmian League Premier Division, promosso  |
| Bognor Regis Town      | Bognor Regis                          | 10º posto in Isthmian League Premier Division, promosso  |
| Cambridge City         | Histon and Impington (Cambridgeshire) | 8º posto in Southern Football League, promosso           |
| Carshalton Athletic    | Londra (Carshalton)                   | 7º posto in Isthmian League Premier Division, promosso   |
| Dorchester Town        | Dorchester                            | 17º posto in Southern Football League, promosso          |
| Eastbourne Borough     | Eastbourne                            | 11º posto in Southern Football League, promosso          |
| Grays Athletic         | Grays                                 | 6º posto in Isthmian League Premier Division, promosso   |
| Havant & Waterlooville | Havant                                | 12º posto in Southern Football League, promosso          |
| Hayes                  | Londra (Hayes)                        | 8º posto in Isthmian League Premier Division, promosso   |
| Hornchurch             | Londra (Upminster)                    | 5º posto in Isthmian League Premier Division, promosso   |
| Lewes                  | Lewes                                 | 1º posto in Isthmian League Division One South, promosso |
| Maidenhead United      | Maidenhead                            | 12º posto in Isthmian League Premier Division, promosso  |
| Margate                | Margate                               | 16º posto in Conference League National, retrocesso      |
| Newport County         | Newport                               | 7º posto in Southern Football League, promosso           |
| Redbridge              | Londra (Redbridge)                    | 13º posto in Isthmian League Premier Division, promosso  |
| St Albans City         | St Albans                             | 19º posto in Isthmian League Premier Division, promosso  |
| Sutton United          | Londra (Sutton)                       | 2º posto in Isthmian League Premier Division, promosso   |
| Thurrock               | Purfleet (Essex)                      | 3º posto in Isthmian League Premier Division, promosso   |
| Welling United         | Londra (Bexley)                       | 9º posto in Southern Football League, promosso           |
| Weston-super-Mare      | Weston-super-Mare                     | 10º posto in Southern Football League, promosso          |
| Weymouth               | Weymouth                              | 2º posto in Southern Football League, promosso           |

## Classifica finale
|  | Pos. | Squadra                | Pt | G  | V  | N  | P  | GF  | GS | DR  |
|  | ---- | ---------------------- | -- | -- | -- | -- | -- | --- | -- | --- |
|  | 1    | Grays Athletic         | 98 | 42 | 30 | 8  | 4  | 118 | 31 | +87 |
|  | 2    | Cambridge City         | 75 | 42 | 23 | 6  | 13 | 60  | 44 | +24 |
|  | 3    | Thurrock               | 69 | 42 | 21 | 6  | 15 | 61  | 56 | +5  |
|  | 4    | Lewes                  | 65 | 42 | 18 | 11 | 13 | 73  | 64 | +9  |
|  | 5    | Eastbourne Borough     | 64 | 42 | 18 | 10 | 14 | 65  | 47 | +18 |
|  | 6    | Basingstoke Town       | 63 | 42 | 19 | 6  | 17 | 57  | 52 | +5  |
|  | 7    | Weymouth               | 62 | 42 | 17 | 11 | 14 | 62  | 59 | +3  |
|  | 8    | Dorchester Town        | 62 | 42 | 17 | 11 | 14 | 77  | 81 | -4  |
|  | 9    | Bognor Regis Town      | 60 | 42 | 17 | 9  | 16 | 70  | 65 | +5  |
|  | 10   | Bishop's Stortford     | 59 | 42 | 17 | 8  | 17 | 70  | 66 | +4  |
|  | 11   | Weston-super-Mare      | 58 | 42 | 15 | 13 | 14 | 55  | 60 | -5  |
|  | 12   | Hayes                  | 56 | 42 | 15 | 11 | 16 | 55  | 57 | -2  |
|  | 13   | Havant & Waterlooville | 55 | 42 | 16 | 7  | 19 | 64  | 69 | -5  |
|  | 14   | St Albans City         | 54 | 42 | 16 | 6  | 20 | 64  | 76 | -12 |
|  | 15   | Sutton Utd             | 53 | 42 | 14 | 11 | 17 | 60  | 71 | -9  |
|  | 16   | Welling Utd            | 52 | 42 | 15 | 7  | 20 | 64  | 68 | -4  |
|  | 17   | Hornchurch (-10)       | 51 | 42 | 17 | 10 | 15 | 71  | 63 | +8  |
|  | 18   | Newport County         | 50 | 42 | 13 | 11 | 18 | 56  | 61 | -5  |
|  | 19   | Carshalton Athletic    | 48 | 42 | 13 | 9  | 20 | 44  | 72 | -38 |
|  | 20   | Maidenhead Utd         | 42 | 42 | 12 | 10 | 20 | 54  | 81 | -27 |
|  | 21   | Margate (-10)          | 34 | 42 | 12 | 8  | 22 | 54  | 75 | -21 |
|  | 22   | Redbridge (-3)         | 33 | 42 | 11 | 3  | 28 | 50  | 86 | -36 |

Legenda:
      Promosso in Conference League National 2005-2006.
  Ammesso ai play-off.
      Retrocesso in Isthmian League Premier Division 2005-2006.
      Retrocesso in Southern Football League Premier Division 2005-2006.
Regolamento:
Tre punti a vittoria, uno a pareggio, zero a sconfitta.
In caso di arrivo di due o più squadre a pari punti, la graduatoria viene stilata secondo i seguenti criteri:
- differenza reti
- maggior numero di gol segnati

Note:

Hornchurch fallito a fine stagione ed escluso dal successivo campionato.
Il Maidenhead United è stato poi riammesso in Conference League South 2005-2006.
Il Lewes non ha partecipato ai play off per mancanza di uno stadio idoneo.
Penalizzazione:

L'Hornchurch ed il Margate sono stati sanzionati con 10 punti di penalizzazione.
Il Redbridge è stato sanzionato con 3 punti di penalizzazione.

## Spareggi

### Play-off North/South

#### Tabellone
|  | Quarti di finale        | Quarti di finale        | Quarti di finale      |                       |                   | Semifinali        | Semifinali | Semifinali |  |  | Finale | Finale | Finale |  |
|  |                         |                         |                       |                       |                   |                   |            |            |  |  |        |        |        |  |
|  | 2N Nuneaton Borough     | 2N Nuneaton Borough     | 1                     |                       |                   |                   |            |            |  |  |        |        |        |  |
|  | 2N Nuneaton Borough     | 2N Nuneaton Borough     | 1                     |                       |                   |                   |            |            |  |  |        |        |        |  |
|  | 5N Altrincham 4-2 (dtr) | 5N Altrincham 4-2 (dtr) | 1                     |                       |                   |                   |            |            |  |  |        |        |        |  |
|  | 5N Altrincham 4-2 (dtr) | 5N Altrincham 4-2 (dtr) | 1                     |                       | 4N Kettering Town | 4N Kettering Town | 2          |            |  |  |        |        |        |  |
|  |                         |                         |                       |                       | 4N Kettering Town | 4N Kettering Town | 2          |            |  |  |        |        |        |  |
|  |                         |                         | 5N Altrincham         | 5N Altrincham         | 3                 |                   |            |            |  |  |        |        |        |  |
|  | 3N Droylsden            | 3N Droylsden            | 5N Altrincham         | 5N Altrincham         | 3                 | 1                 |            |            |  |  |        |        |        |  |
|  | 3N Droylsden            | 3N Droylsden            |                       |                       |                   |                   |            |            |  |  |        |        |        |  |
|  | 4N Kettering Town       | 4N Kettering Town       | 2                     |                       |                   |                   |            |            |  |  |        |        |        |  |
|  | 4N Kettering Town       | 4N Kettering Town       | 2                     |                       | 5N Altrincham     | 5N Altrincham     | 2          |            |  |  |        |        |        |  |
|  |                         |                         |                       |                       |                   |                   |            |            |  |  |        |        |        |  |
|  |                         |                         | 5S Eastbourne Borough | 5S Eastbourne Borough | 1                 |                   |            |            |  |  |        |        |        |  |
|  | 2S Cambridge City       | 2S Cambridge City       | 5S Eastbourne Borough | 5S Eastbourne Borough | 1                 | bye               |            |            |  |  |        |        |        |  |
|  | 2S Cambridge City       | 2S Cambridge City       |                       |                       |                   |                   |            |            |  |  |        |        |        |  |
|  |                         |                         |                       |                       |                   |                   |            |            |  |  |        |        |        |  |
|  |                         | 2S Cambridge City       | 2S Cambridge City     | 0                     |                   |                   |            |            |  |  |        |        |        |  |
|  |                         |                         |                       | 0                     |                   |                   |            |            |  |  |        |        |        |  |
|  |                         |                         | 5S Eastbourne Borough | 5S Eastbourne Borough | 3                 |                   |            |            |  |  |        |        |        |  |
|  | 3S Thurrock             | 3S Thurrock             | 5S Eastbourne Borough | 5S Eastbourne Borough | 3                 | 2                 |            |            |  |  |        |        |        |  |
|  | 3S Thurrock             | 3S Thurrock             |                       |                       |                   |                   |            |            |  |  |        |        |        |  |
|  | 5S Eastbourne Borough   | 5S Eastbourne Borough   | 4                     |                       |                   |                   |            |            |  |  |        |        |        |  |